# Iglesia de Cristo con el Mensaje de Elías
La Iglesia de Cristo con el Mensaje de Elías es el nombre de tres grupos de iglesias relacionadas y una denominación del Movimiento de los Santos de los Últimos Días, con sede en Independence, Misuri. 

## Historia
La organización se separó de la Iglesia de Cristo (Fettingita) en 1943, en una disputa sobre las supuestas revelaciones dadas a su fundador William A. Draves. Draves, un anciano del grupo fettingita, afirmó estar recibiendo mensajes de un ser angelical que se identificó como Juan el Bautista, la misma persona que supuestamente se le había aparecido al fundador de los fettingitas, Otto Fetting, un ex-apóstol de la Iglesia de Cristo (Terreno del Templo). Si bien muchos fettingitas aceptaron estas nuevas misivas, algunos no lo hicieron, lo que llevó a Draves a formar su propia iglesia. Sus seguidores afirman que es la única continuación legítima de la organización de Fetting, así como la de la Iglesia de Cristo (Terreno del Templo). A partir de 1987, la iglesia tenía aproximadamente 12.500 adherentes repartidos entre África, Europa, Asia, Australia y América.